# Gulyás Andrea (képzőművész)
Gulyás Andrea (Várpalota, 1982–) magyar festőművész.

## Élete
2001-ben érettségizett a várpalotai Thury György Gimnázium és Alapfokú Művészeti Iskolában. 2004-től Szentendrén él és dolgozik.

## Munkássága
2012-től aktív alkotómunkába kezdett. Nagy hatással volt rá a szentendrei geometrikus, konstruktív művészet. 2015-ben Lábatlanon a Gerenday Közösségi Házban kiállított néhány munkát, Kopin Katalin művészettörténész ajánlására. Ugyan ebben az évben Miskolcon a Szőnyi István Teremben állított ki Gáspár Géza szobrászművésszel. 2016-ban meghívást kapott Bihon Győző festőművésszel az Egry József Emlékmúzeumba, melyet Atlasz Gábor képzőművész nyitott meg. Nem várt szakmai sikert hozott, ezért még intenzívebben kezdett el alkotni.
Egyre letisztultabbak lettek a munkái. Az utóbbi időkben tárgyiasult formáit teljesen geometrikus mértani formák váltották fel. Jelenleg a sík felületre térbeli formákat applikál. Ezeket a képeket 2017-ben az Aba-Novák Galériában mutatta be. 2016-ban két országos pályázatra beadta a munkáit. Mindkét pályázaton I. helyezést ért el. The Talent fődíja, MOB fődíja. Fejlődésére nagy hatással volt a Hard edge és a Minimal art.
2017-től tagja a Magyar Alkotóművészek Országos Egyesületének (MAOE).

### Egyéni kiállítások (válogatás)
- 2015. Gerenday Közösségi Ház, Lábatlan
- 2015. Helytörténeti Múzeum, Fonyód[3]
- 2015. Szőnyi István Terem, Miskolc
- 2016. Céh Galéria, Szentendre[4]
- 2016. Egry József Emlékmúzeum, Badacsony[5]
- 2017. Aba-Novák Galéria, Leányfalu[6]
- 2018. Innoart Műhely Galéria, Szentendre
- 2018. Kernstok Galéria, Nyergesújfalu
- 2018. Erdész Galéria, Szentendre [7]

### Csoportos kiállítások (válogatás)
- 2015. „Fétis”, Vajda Lajos Stúdió, Szentendre
- 2016. „100 ÉVES A DADA” VLS, Szentendre
- 2016. The Talent, Bakelit Multi Art Center, Bp.
- 2016. „Anti hangszer” VLS, Szentendre
- 2016. „Rio 2016”, MOB, Agóra Sportmúzeum, Bp.
- 2016. The Talent Tour, Barabás Villa, Bp.
- 2017. „Restart “Laptop mint műtárgy”,  Barcsay Múzeum, Szentendre
- 2017. Kernstok Galéria, Nyergesújfalu
- 2017. „Antihangszer” MODEM,Debrecen
- 2018. "Ezüstgerely" Agóra Sportmúzeum, Bp.
- 2018. IX. Kortárs Keresztény Ikonográfiai Biennálé, Cifrapalota, Kecskemét
- 2018. Kernstok Galéria, Nyergesújfalu
- 2018. XVII. Táblafestészeti Biennálé, Reök-palota, Szeged

## Díjak
- 2016. The Talent fődíj a Bakelit Multi Art Centerben a Dimenziók című alkotásért.[8]
- 2016. MOB fődíj, az Agóra Sportmúzeumban a Fényforrás című alkotásért.[9]
- 2018. Nemzeti Kulturális Alap alkotói ösztöndíja

## Művei közgyűjteményben
- Rómer Flóris Művészeti és Történeti Múzeum, Győr[10]